# Spindeltorus

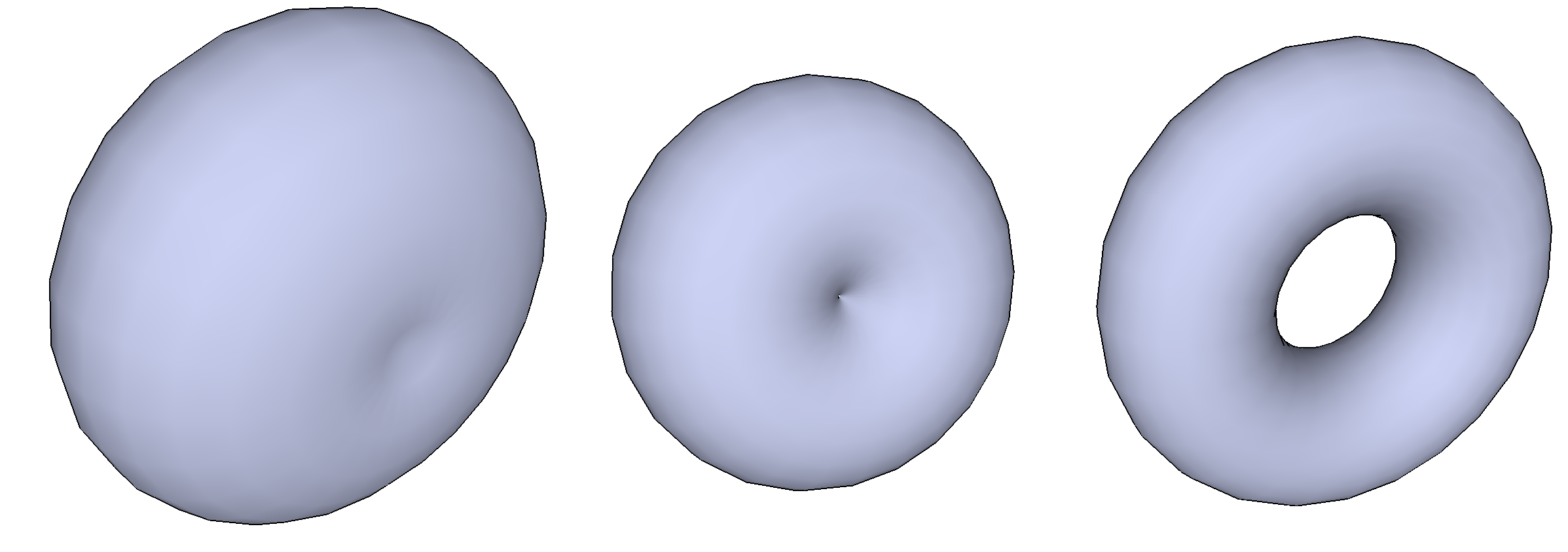
Die drei verschiedenen Typen von Tori: Spindeltorus (-r<R<r), Horntorus (r=R) und Ringtorus (r<R). Bei R=0 entartet der Spindeltorus zur Kugel.

In der Differentialgeometrie, einem Teilgebiet der Mathematik, ist ein Spindeltorus eine gewisse sich selbst durchdringende Fläche im dreidimensionalen Raum. Er entsteht durch Rotation eines Kreises um eine Rotationsachse, die in der Kreisebene liegt und deren Abstand vom Kreismittelpunkt kleiner als der Kreisradius ist.

## Spindeltorus als Rotationsfläche
Ein Kreis mit Radius {\displaystyle r} und Mittelpunkt {\displaystyle (R,0)} hat die Gleichung
{\displaystyle (x-R)^{2}+y^{2}=r^{2}}
und zeigt je nach Größe von {\displaystyle -r<R\leq r} in der rechten Halbebene des kartesischen Koordinatensystems verschiedene Bögen. Lässt man diese Bögen um die y-Achse rotieren, ergeben sich Spindeltori. Bei
{\displaystyle -r<R<0}
zeigt sich ein Spindeltorus mit zwei Spitzen, bei
{\displaystyle R=0}
die Entartung zur Kugel und bei
{\displaystyle 0<R\leq r}
die Einbuchtungen (Apfelform), die ab {\displaystyle r<R} das Torusloch öffnen.

## Parametrisierung des Spindeltorus
Der Spindeltorus mit {\displaystyle -r<R<r} kann durch
{\displaystyle x=(R+r\cos v)\cos u}
{\displaystyle y=(R+r\cos v)\sin u}
{\displaystyle z=r\sin v}
mit {\displaystyle u,v\in \left[0,2\pi \right]} parametrisiert werden.

## Volumen des Spindeltorus

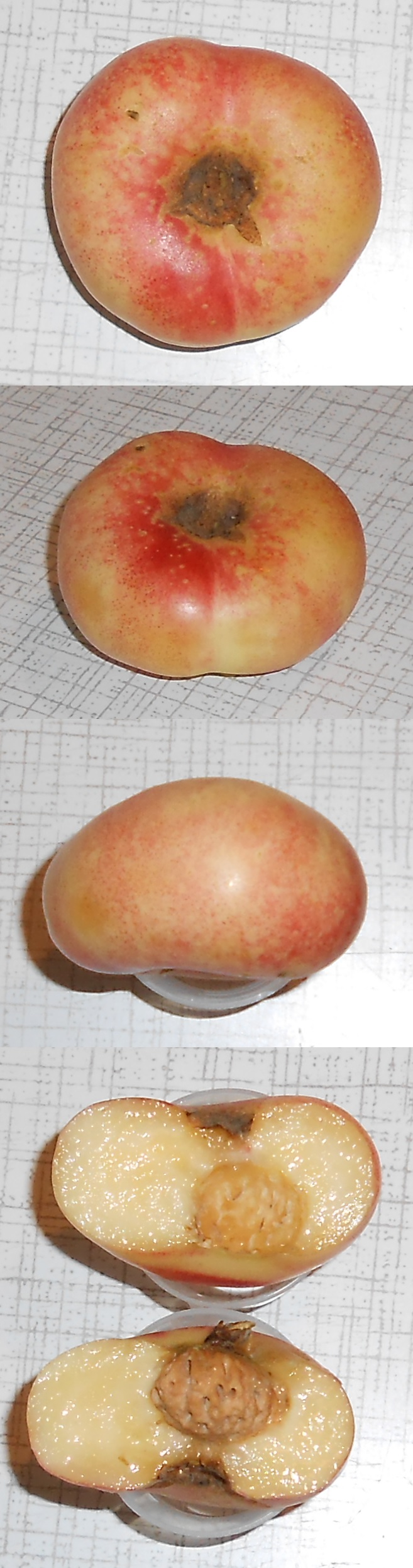
Plattpfirsich

Das Volumenelement ist {\displaystyle \mathrm {d} V=\mathrm {d} h\cdot \mathrm {d} \rho \cdot \rho \cdot \mathrm {d} \phi ,} wobei {\displaystyle \rho } der Abstand von der Drehachse, h die Höhe und {\displaystyle \phi } den Rotationswinkel bezeichnen. Aufgrund der vorhandenen Zylindersymmetrie findet man das Außenvolumen im Bereich {\displaystyle -r<R\leq r} mit {\displaystyle h=f(\rho )={\sqrt {r^{2}-(\rho -R)^{2}}}} als
{\displaystyle V=2\int _{\text{halber Torus}}\mathrm {d} V=4\pi \int _{0}^{R+r}\rho f(\rho )\mathrm {d} \rho ={\frac {2\pi }{3}}(2r^{2}+R^{2}){\sqrt {r^{2}-R^{2}}}+\pi r^{2}R\left(\pi +2\arctan \left({\frac {R}{\sqrt {r^{2}-R^{2}}}}\right)\right).}
Ab {\displaystyle R\geq r} ist dann das Volumen (die Untergrenze im Integral ist nun {\displaystyle R-r} anstatt 0) {\displaystyle V=2\pi ^{2}r^{2}R}. Die Oberfläche ergibt sich auch hier aus der Ableitung des Volumens nach dem Radius {\displaystyle r}: {\displaystyle O=\mathrm {d} V/\mathrm {d} r}.

## Trivia
Zahlreiche Fruchtsorten sind dem Spindeltorus oder dem Horntorus ähnlich.